# Turkana County
Turkana County (bis 2010 Turkana District) ist ein County im Nordwesten von Kenia. Die Hauptstadt des Countys ist Lodwar.

## Geografie
Das County grenzt an Uganda, Südsudan und Äthiopien und an das Westufer des Turkana-Sees. Aus kenianischer Sicht gehört das ganz im Norden liegende Ilemi-Dreieck zum County (Divisionen Lokichoggio und Lokitaung). Turkana ist das flächenmäßig größte County in Kenia. Nur 1,5 % der Haushalte sind an die Stromversorgung angeschlossen. 70 % der Einwohner leben als Nomaden.

## Gliederung
Das County teilt sich in Councils und Divisionen auf. Es gibt drei Wahlbezirke: Turkana Nord, Turkana Central und Turkana Süd.
| Sitz der Behörde | Typ      | Einwohner (1999) |
| ---------------- | -------- | ---------------- |
| Lodwar           | Gemeinde | 035.897          |
| Turkana          | County   | 414.963          |
| Gesamt           | -        | 450.860          |

| Division    | Einwohner (1999) | Hauptstadt  |
| ----------- | ---------------- | ----------- |
| Central     | 035.919          | Lodwar      |
| Kaaling     | 024.053          |             |
| Kainuk      | 011.799          |             |
| Kakuma      | 097.114          | Kakuma      |
| Kalokol     | 028.735          | Kalokol     |
| Katilu      | 012.548          |             |
| Kerio       | 015.409          |             |
| Kibish      | 06.056           |             |
| Lapur       | 012.780          |             |
| Lokichar    | 021.791          | Lokichar    |
| Lokichoggio | 036.187          | Lokichoggio |
| Lokitaung   | 022.586          | Lokitaung   |
| Loima       | 033.979          |             |
| Lokori      | 017.915          |             |
| Lomelo      | 06.088           |             |
| Oropol      | 018.020          | Oropol      |
| Turkwel     | 049.881          |             |
| Gesamt      | 450.860          | -           |

## Religion
Das Turkana County gehört zum Bistum Lodwar der römisch-katholischen Kirche. Von den 450.000 Einwohnern sind knapp 106.000 Menschen katholischen Glaubens.